# Броньяр, Адольф Теодор
Адо́льф Теодо́р Бронья́р (фр. Adolphe Théodore Brongniart, 14 января 1801 — 18 февраля 1876) — французский ботаник.
Один из основоположников палеоботаники, «отец палеоботаники». Построил единую систему растительного царства, включив в неё и ископаемые растения.
Член Французской академии наук (с 1834 года) и член-корреспондент Петербургской академии наук (с 1829 года).
С 1833 года до самой кончины — профессор ботаники и физиологии растений Парижского музея естественной истории (фр. Muséum national d'Histoire naturelle).

## Путь в науке
Адольф Броньяр родился в семье геолога Александра Броньяра. Дед его — Александр Теодор Броньяр — был архитектором. Культурная среда семьи и научные задачи отца подтолкнули молодого Броньяра к изучению ископаемых растений, определению их места в современном Царстве растений и совершенствованию систематики. Именно здесь он добился наибольших успехов.
Тем не менее его устремления в науке не ограничились одной лишь палеоботаникой. Им сделан значительный вклад в анатомию растений и таксономию.
Его весьма занимали и практические приложения его теоретических трудов к земледелию и садоводству.
С 1822 по 1825 год Броньяр совершил кругосветное путешествие.
Вместе с Жаном-Виктором Одуэном (фр. Jean Victoire Audouin) и Жаном Батистом Дюма (своими будущими родственниками) он начал выпускать в 1824 году «Анналы естественных наук» (фр. Annales des Sciences Naturelles).
Он основал в 1854 году Французское ботаническое общество (фр. Societe Botanique de France) и был его первым президентом.
Броньяру принадлежит одна из важнейших естественных систем растений, которую он применил в 1843 году при устройстве Ботанической школы при Музее естествознания; он изложил её в «Enumérations des genres de plantes cultivées au Muséum d’histoire naturelle de Paris» (фр.) (1843, 2 издание 1850). У Броньяра растения расположены в восходящем порядке: он начинает с тайнобрачных и восходит до явнобрачных (или цветковых) путём постепенных разветвлений системы, состоящей из 68 групп, или классов, подразделяющихся на 296 семейств. Опорная точка этой классификации — разделение цветковых на два крупных отдела: голосеменные — хвойные и т. д. и покрытосеменные — однодольные и двудольные; это разделение теперь признано почти всеми ботаниками.

## Роды растений, описанные Броньяром
(в алфавитном порядке)
- Agation Brongn.
- Anatis Sessé & Moc. ex Brongn.
- Anomochloa Brongn.
- Araeococcus Brongn.
- Barrotia Brongn.
- Becquerelia Brongn.
- Berzelia Brongn.
- Ceratopteris Brongn.
- Ceratozamia Brongn.
- Cheiranthera A.Cunn. ex Brongn.
- Coelorachis Brongn.
- Colubrina Rich. ex Brongn.
- Dubouzetia Pancher ex Brongn. & Griseb.
- Garnotia Brongn.
- Joinvillea Gaudich. ex Brongn. & Gris
- Kentiopsis Brongn.
- Laea Brongn.
- Lophatherum Brongn.
- Ludovia Brongn.
- Marantochloa Brongn. ex Gris
- Monotaxis Brongn.
- Myodocarpus Brongn. & Gris
- Pancheria Brongn. & Gris
- Piliocalyx Brongn. & Gris
- Pleurocalyptus Brongn. & Gris
- Pleurostachys Brongn.
- Raspalia Brongn.
- Retanilla (DC.) Brongn.
- Sageretia Brongn.
- Scaphispatha Brongn. ex Schott
- Scutia (Comm. ex DC.) Brongn.
- Taccarum Brongn. ex Schott
- Tittmannia Brongn.
- Xeronema Brongn. & Gris

## Названы в честь Броньяра
- Brongniartikentia Becc. семейства Пальмовые
- Brongniartia Kunth семейства Бобовые

## Основные труды
- фр. Brongniart A. Essai d'une classification naturelle des champignons, 1825
- фр. Brongniart A. Mémoire sur la famille des rhamnées, 1826
- фр. Brongniart A. Prodrome d'une histoire des végétaux fossiles. – Paris; Strasbourg: F.G. Levrault, 1828
- фр.  Brongniart A.T. Histoire des végétaux fossiles, ou, Recherches botaniques et géologiques sur les végétaux renfermés dans les diverses couches du globe. – Paris, 1836–1837. – T. 1. – Fortin, Masson et Cie, 1836.; Atlas. – 1836; T. 2. – Crochard et Cie, 1837
- фр.  Brongniart A. Sur la génération et le développement de l'embryon des Phanerogames
- фр.  Brongniart A. Recherches sur la structure et les fonctions des feuilles
- фр.  Brongniart A. Nouvelles Recherches sur l'Épiderme
- фр.  Brongniart A. Recherches sur l'organisation des tiges des Cycadées
- фр.  Brongniart A. Énumération des genres de plantes cultivées au Musée d'Histoire Naturelle de Paris (1843)
- фр.  Brongniart A. Tableau des genres de végétaux fossiles
- Броньяр А. Т. Краткая история исследования ископаемых растений и распределение их в различных слоях земной коры — СПб.: Типография Экспедиции заготовления государственных бумаг, 1829[5].
- фр.  Brongniart A. Rapport sur les progrès de la botanique phytographique, 1868
- фр.  Brongniart A. Recherches sur les graines fossiles silicifiées, 1881